# کوسووو (شهرستان گوستنگ)
کوسووو (به لهستانی:  Kosowo) یک روستا در کشور لهستان است که در گمینا گوستنگ قرار گرفته است.
 کوسووو جمعیتی برابر با ۴۹۰ نفر دارد.